# NGC 236
NGC 236 este o galaxie spirală situată în constelația Peștii. A fost descoperită în 3 august 1864 de către Albert Marth.